# Coppa del Presidente degli Emirati Arabi Uniti 2010-2011
La Coppa del Presidente degli Emirati Arabi Uniti 2010-2011 è la trentacinquesima edizione della competizione a cui partecipano le 30 migliori squadre degli Emirati Arabi Uniti.
La squadra che si aggiudica il trofeo ha la possibilità di partecipare alla fase a gironi della AFC Champions League 2012.

## Primo Turno
| Squadra 1              | Risultato     | Squadra 2          |
| ---------------------- | ------------- | ------------------ |
| 20 settembre 2010      |               |                    |
| Shabab Al-Ahli         | 4–0           | Al-Ramms           |
| Al Dhafra              | 6–0           | Dibba Al Hisn      |
| Al Quwwat Al Musallaha | 2–0           | Al Jazira Al Hamra |
| Sharjah                | 1–1 (5–6 pen) | Masafi Club        |
| Al-Wasl                | 8–0           | Al-Taawon          |
| Ajman                  | 9–1           | Hatta Club         |
| Al-Ain                 | 5–0           | Masfut             |
| Dubai Club             | 1–2           | Dibba Al-Fujairah  |
| Al-Jazira              | 7–0           | Ras Al Khaima      |
| 21 settembre 2010      |               |                    |
| Al-Nasr                | 4–2           | Al Arabi           |
| Al-Uruba               | 2–1           | Fujairah           |
| Baniyas                | 4–1           | Al-Khaleej         |
| Ittihad Kalba          | 2–4           | Al Thaid           |
| Al-Shabab              | 1–0           | Al-Shaab           |

## Ottavi di finale
| Squadra 1        | Risultato | Squadra 2              |
| ---------------- | --------- | ---------------------- |
| 9 febbraio 2011  |           |                        |
| Al-Jazira        | 2–1       | Al-Nasr                |
| Al-Wahda         | 5–1       | Ajman                  |
| Masafi Club      | 0–31      | Al-Ain                 |
| Shabab Al-Ahli   | 1–0       | Al Dhafra              |
| 11 febbraio 2011 |           |                        |
| Baniyas          | 0–2       | Al-Shabab              |
| Al-Wasl          | 1–0       | Al Quwwat Al Musallaha |
| Al Thaid         | 2–1       | Dibba Al-Fujairah      |
| Emirates         | 4–1       | Al-Uruba               |

1 Al Ain è stato squalificato perché ha schierato in campo un giocatore non convocabile.

## Quarti di finale
| 24 febbraio 2011                                                | Al-Wahda  | 2 – 0 | Masafi Club | Zabeel Stadium |
| \| \| \| \| \| H. Al Kamali 22’ A. Jumaa 55’ \| Marcatori \| \| |           |       |             |                |
|                                                                 |           |       |             |                |
| H. Al Kamali 22’ A. Jumaa 55’                                   | Marcatori |       |             |                |

| 24 febbraio 2011                               | Al-Ahli Dubai | 0 – 1        | Al-Wasl | Al Shabab Stadium |
| \| \| \| \| \| \| Marcatori \| 63’ F. Yeste \| |               |              |         |                   |
|                                                |               |              |         |                   |
|                                                | Marcatori     | 63’ F. Yeste |         |                   |

| 25 febbraio 2011                                                    | Al Thaid  | 0 – 3                             | Al-Shabab | Al-Sharjah Stadium |
| \| \| \| \| \| \| Marcatori \| 30’ E. Obaid 76’, 83’ Júlio César \| |           |                                   |           |                    |
|                                                                     |           |                                   |           |                    |
|                                                                     | Marcatori | 30’ E. Obaid 76’, 83’ Júlio César |           |                    |

| 25 febbraio 2011                                                                               | Al-Jazira | 3 – 2              | Emirates | Al-Rashid Stadium (1.200 spett.) |
| \| \| \| \| \| R. Oliveira 45’ A. Mousa 85’ A. Jumaa 89’ \| Marcatori \| 49’, 91’ N. Daoudi \| |           |                    |          |                                  |
|                                                                                                |           |                    |          |                                  |
| R. Oliveira 45’ A. Mousa 85’ A. Jumaa 89’                                                      | Marcatori | 49’, 91’ N. Daoudi |          |                                  |

## Semi-Finali
| Abu Dhabi 20 marzo 2011, ore 18:00                                 | Al-Wahda  | 2 – 1        | Al-Wasl | Sheikh Zayed Stadium |
| \| \| \| \| \| Hugo 17’ Magrão 24’ \| Marcatori \| 70’ R. Eissa \| |           |              |         |                      |
|                                                                    |           |              |         |                      |
| Hugo 17’ Magrão 24’                                                | Marcatori | 70’ R. Eissa |         |                      |

| Abu Dhabi 21 marzo 2011, ore 18:00                                                              | Al-Shabab | 1 – 4                                                | Al-Jazira | Sheikh Zayed Stadium |
| \| \| \| \| \| Ciel 87’ \| Marcatori \| 11’ Barè 15’, 76’ R. Oliveira 79’ Abdulla Al Bloushi \| |           |                                                      |           |                      |
|                                                                                                 |           |                                                      |           |                      |
| Ciel 87’                                                                                        | Marcatori | 11’ Barè 15’, 76’ R. Oliveira 79’ Abdulla Al Bloushi |           |                      |

## Finale
| Abu Dhabi 11 aprile 2011, ore 18:00                                         | Al-Wahda  | 0 – 4                                     | Al-Jazira | Sheikh Zayed Stadium (5.874 spett.) |
| \| \| \| \| \| \| Marcatori \| 12’, 80’ Baré 68’ R. Oliveira 90+3’ Jumaa \| |           |                                           |           |                                     |
|                                                                             |           |                                           |           |                                     |
|                                                                             | Marcatori | 12’, 80’ Baré 68’ R. Oliveira 90+3’ Jumaa |           |                                     |

## Marcatori
Ultima modifica 10 febbraio 2011
| Goalscorers          | Goals | Team          |
| -------------------- | ----- | ------------- |
| Fernando Baiano      | 4     | Al Wahda      |
| Rashid Eissa         | 3     | Al Wasl       |
| Ismaël Bangoura      | 3     | Al Nasr       |
| Papa Georges         | 3     | Ajman         |
| Toni                 | 2     | Al Jazira     |
| Grégory Dufrennes    | 2     | Ittihad Kalba |
| Ibrahim Diaky        | 2     | Al Jazira     |
| Mohammed Zahran      | 2     | Ajman         |
| André Senghor        | 2     | Baniyas       |
| Abdul-Rahman Khalfan | 2     | Al Wasl       |
| Bare                 | 2     | Al Jazira     |